# Вана-Отепяе
Ва́на-О́тепяе (ест. Vana-Otepää küla) — село в Естонії, у волості Отепяе повіту Валґамаа.

## Населення
Чисельність населення на 31 грудня 2011 року становила 135 осіб.